# Mary Earps
Mary Alexandra Earps, MBE (* 7. März 1993 in Nottingham) ist eine englische Fußballtorhüterin. Die Torfrau steht derzeit bei Paris Saint-Germain unter Vertrag und spielte von 2017 bis 2025 für die englische Nationalmannschaft. Sie wurde 2022 und 2023 FIFA-Welttorhüterin des Jahres sowie 2023 IFFHS-Welttorhüterin des Jahres.

## Karriere

### Vereine
Earps wurde 2009 als Konkurrenz zur Stammtorhüterin Leanne Hall vom City Centre of Excellence zu Leicester City transferiert. 2010 kehrte sie in ihre Heimatstadt zu Nottingham Forest LFC zurück. 2011, zur Premierensaison der FA Women’s Super League erhielt sie als 18-Jährige einen Vertrag bei den Doncaster Belles. In ihrer ersten Saison kam sie in sieben Spielen zum Einsatz, blieb dabei aber nicht ohne Gegentor. In der folgenden Saison brachte sie es auf 13 Einsätze, blieb dabei aber nur im letzten Spiel gegen den Tabellenletzten Liverpool ohne Gegentor. Beide Spielzeiten beendeten die Belles auf dem vorletzten Platz.
Zur Saison 2013 wechselte sie zum Vizemeister Birmingham City LFC. Dort kam sie aber nur auf fünf Einsätze und blieb dabei nur in den Spielen gegen ihre vorherige Mannschaft ohne Gegentor, der als Tabellenletzter dann auch abstieg. Immerhin hatte sie mit Birmingham ihren ersten internationalen Einsatz bei 5:2 im Achtelfinale der UEFA Women’s Champions League 2013/14 gegen den russischen Meister FC Sorki Krasnogorsk.
Ab 2014 spielte sie dann für den neuen Vizemeister Bristol Academy Hier wurde sie in ihrer ersten Saison nur einmal nicht eingesetzt, wobei sie dreimal kein Tor zulassen musste. Bristol fiel allerdings auf den vorletzten Tabellenplatz. 2015 spielte sie dann in allen 14 Ligaspielen, blieb aber nur zweimal ohne Gegentor. Sie konnte auch nicht verhindern, das Bristol als Tabellenletzter abstieg. Mit Bristol brachte sie es aber auf sechs Einsätze in der UEFA Women’s Champions League 2014/15, wobei sie zweimal kein Gegentor kassierte, u. a. gegen den FC Barcelona. Im Viertelfinale kassierte sie dann aber in zwei Spielen gegen den späteren Sieger 1. FFC Frankfurt zwölf Tore.
Nach dem Abstieg von Bristol wechselte sie zum Aufsteiger FC Reading. Hier blieb sie 2016 in zwölf Spielen aber nur beim torlosen Remis gegen ihren Ex-Verein Birmingham ohne Gegentor. Reading konnte aber als Tabellenvorletzter in der Liga bleiben. In der „Spring Series“ genannten kurzen Übergangssaison 2017 wurde sie in allen acht Spielen eingesetzt, blieb aber nur beim 1:0 gegen den späteren Tabellenletzten Yeovil Town ohne Gegentor. 2017/18 blieb sie dann in acht von 15 Spielen ohne Gegentor und erreichte mit ihrer Mannschaft den vierten Platz – ihre beste Platzierung in der FA Women’s Super League.
Zur Saison 2018/19 wechselte sie dann zum deutschen Meister VfL Wolfsburg. Dort konnte sie sich aber nicht gegen die deutsche Nationalmannschaftstorhüterin Almuth Schult durchsetzen. Sie kam nur zu drei Einsätzen als Schult an Masern erkrankt war. Die Wölfinnen kassierten aber in diesen Spielen ihre einzige Saisonniederlage. Zudem kam sie in zwei Pokalspielen gegen unterklassige Vereine in der zweiten Runde und im Achtelfinale zum Einsatz, die ohne Gegentor hoch gewonnen wurden. Am Ende der Saison konnte sie das Double feiern, auch wenn sie nur wenig dazu beigetragen hatte.
Zur Saison 2019/20 wechselte sie zum neuen englischen Erstligisten Manchester United WFC. Dort wurde sie zur Stammtorhüterin und kam in den 14 Spielen bis zum Saisonabbruch wegen der COVID-19-Pandemie zum Einsatz. In den beiden folgenden Spielzeiten wurde sie jeweils in allen 22 Spielen eingesetzt, wobei sie je zehnmal kein Gegentor kassierte. Nach der Saison 2023/24 verließ sie die Red Devils, mit denen sie insgesamt 125 Spiele bestritt.
Ab der Saison 2024/25 steht Earps bei Paris Saint-Germain unter Vertrag, der bis 30. Juni 2026 datiert ist.

### Nationalmannschaft
Earps nahm im Frühjahr 2011 an der zweiten Qualifikationsrunde zur U-19-Fußball-Europameisterschaft der Frauen 2011. Nach zwei 3:0-Siegen gegen Kroatien und Portugal wurde aber mit 0:1 gegen Norwegen verloren und damit die Endrunde in Italien verpasst. Ein Jahr später wurde die zweite Qualifikationsrunde überstanden, bei der Endrunde in der Türkei blieb sie aber nur beim torlosen Remis gegen Serbien ohne Gegentor, die beiden anderen Spiele gegen Schweden und Spanien wurden ohne eigenes Tor verloren. Die Engländerinnen schieden dadurch als Gruppendritte aus. Damit endete ihre Zeit in der U-19 und fortan spielte sie in der U-23- bzw. „Next Gen“-Mannschaft – zumeist bei kleineren Turnieren und Freundschaftsspielen, da es für diese Altersklasse keine offiziellen Wettbewerbe gibt.
Im Juli 2013 nahm sie als Studentin der Loughborough University an der Universiade in Kasan teil und gewann mit der britischen Studentinnen-Mannschaft die Goldmedaille.
Im April 2014 wurde sie, da andere Torhüterinnen verletzt ausfielen, für das WM-Qualifikationsspiel gegen Montenegro nominiert. Für das folgende Spiel gegen die Ukraine wurde sie wieder aus dem Kader gestrichen.
Ihre zweite Nominierung erhielt sie im September 2015 als Ersatz für die verletzte Siobhan Chamberlain zum ersten Spiel der Qualifikation für die EM 2017 gegen Estland. Anschließend wurde sie für ein Turnier in der Volksrepublik China nominiert.
Im September 2016 wurde sie für das letzte Spiel in der Qualifikation für die EM 2017 nachnominiert, nachdem sich Rebecca Spencer verletzt hatte. Nach der erfolgreich abgeschlossenen Qualifikation wurde sie nochmals für Spencer für zwei Spiele im Oktober nachnominiert sowie für das letzte Spiel des Jahres gegen EM-Gastgeber Niederlande nominiert.
Im März 2017 gehörte sie zum Kader, der beim SheBelieves Cup 2017 den dritten Platz belegte.
Im Juni 2017 wurde sie eingeladen mit dem EM-Kader zur Vorbereitung auf die EM zu trainieren. Ihren ersten Einsatz für die Lionesses hatte sie dann am 10. Juni beim Testspiel gegen die Schweiz als sie in der 75. Minute für Stammtorhüterin Karen Bardsley eingewechselt wurde.
Im September wurde sie für das erste Spiel der Lionesses in der WM-Qualifikation gegen Russland nominiert. Auch von Interimstrainerin Mo Marley wurde sie für das erste Länderspiel unter ihrer Leitung, ein Freundschaftsspiel gegen Frankreich berufen.
2018 wurde sie zunächst für ein Januar-Trainingslager in Spanien nominiert. Es folgten Nominierungen für die WM-Qualifikationsspiele gegen Wales, Bosnien und Herzegowina im April sowie Russland im Juni und nach der Sommerpause in Wales und Kasachstan.
Im letzten Spiel der Qualifikation für die WM 2019, beim 6:0 gegen Kasachstan stand sie bei ihrem zweiten A-Länderspiel erstmals in der Startelf, wurde aber eine Minute nachdem das 4:0 fiel ausgewechselt.
Nach der erfolgreichen Qualifikation wurde sie für das erste Länderspiel der Engländerinnen gegen Brasilien und ein Spiel gegen Australien im Oktober ebenfalls nominiert. Gegen Australien spielte sie dann in ihrem dritten Länderspiel erstmals über 90 Minuten, kassierte aber auch ihr erstes Gegentor mit den Lionesses. Beim 3:0-Sieg gegen Österreich am 8. November 2018 stand sie ebenfalls in der Startelf, wurde aber nach 79 Minuten ausgewechselt.
Im Januar 2019 nahm sie an einem Trainingslager in Katar teil. Ende Februar/Anfang März 2019 gehörte sie zum Kader der erstmals den SheBelieves Cup gewann, wurde aber nicht eingesetzt. Ende März wurde sie dann für zwei Testspiele im April nominiert.
Nachdem sie im ersten April-Spiel gegen Kanada nicht eingesetzt worden war, wurde sie im letzten Testspiel vor der WM-Kader-Nominierung am 9. April zur zweiten Halbzeit gegen Spanien eingewechselt. Am 8. Mai wurde sie dann für die WM nominiert. Bei der WM, die ihre Mannschaft auf dem vierten Platz beendete, kam sie als einzige Spielerin des Kaders nicht zum Einsatz.
In den Freundschaftsspielen nach der WM wurde sie nicht berücksichtigt und sie dachte ihre Karriere im Nationalteam sei beendet. Von der neuen Nationaltrainerin Sarina Wiegman wurde sie dann aber für die ersten Spiele der Qualifikation für die WM 2023 nominiert und stand in den ersten acht Spielen auch siebenmal im Tor und blieb dabei weitgehend arbeitslos, da ihre Mitspielerinnen die gegnerischen Mannschaften mit 58 Toren eindeckten und sie keins kassierte.
Am 15. Juni wurde sie für den finalen EM-Kader nominiert.  Sie kam in allen sechs Turnierspielen zum Einsatz und gewann mit ihrer Mannschaft erstmals den EM-Titel durch einen 2:1-Sieg nach Verlängerung gegen Deutschland. Im Nachgang des Turniers wurde Earps vom beobachtenden Trainerstab der UEFA in die „Elf des Turniers“ gewählt.
Am 31. Mai 2023 wurde sie als eine von 23 Spielerinnen für die WM-Endrunde in Australien und Neuseeland nominiert. Dort kam sie mit England bis ins Finale, unterlag dort jedoch Spanien mit 0:1. Earps wurde jedoch zur besten Torhüterin des Turniers gewählt.
Da erstmals das Abschneiden bei der WM für die europäischen Teams nicht entscheidend für die Qualifikation zu den Olympischen Spielen 2024 war, verhalf ihnen der Finaleinzug nicht zur Olympiateilnahme. Sie mussten sich über die neue UEFA Women’s Nations League 2023/24 für die Spiele in Paris qualifizieren. Die Engländerinnen verloren aber die Spiele in Belgien und den Niederlanden und verpassten als Gruppenzweite das Final Four Turnier, bei dem um zwei Olympiatickets gespielt wurde. Auch hier stand sie in allen Spielen im Tor, kassierte aber nur zweimal kein Gegentor.
Am 27. Mai 2025 gab sie ihren sofortigen Rücktritt aus der Nationalmannschaft bekannt.

## Erfolge
- Goldmedaille bei der Universiade 2013 mit der britischen Studentinnenmannschaft
- SheBelieves-Cup-Siegerin 2019 (ohne Einsatz)
- Double 2018/19 mit Wolfsburg
- Europameisterin 2022
- Vizeweltmeisterin 2023

## Auszeichnungen
- 2017: Wahl in die WSL-Mannschaft des Jahres[42]
- 2022: Beste Torhüterin der EM 2022
- 2022: FIFA-Welttorhüterin des Jahres
- 2023: Beste Torhüterin der WM 2023
- 2023: IFFHS-Welttorhüterin des Jahres
- 2023: FIFA-Welttorhüterin des Jahres